# Pranav Mohanlal
Pranav Mohanlal (ur. 13 lipca 1990 r. w Thiruvananthapuram) – indyjski aktor.
Jest synem Mohanlala i Suchitry. Zadebiutował w Onnaman (2002) w reżyserii Thampi Kannamthanama. Za rolę w Punarjani (2002) otrzymał Kerala State Film Award dla najlepszego aktora dziecięcego. W 2009, wraz z ojcem, wystąpił w Sagar Alias Jackie Reloaded.